# Adiantum camptorachis
Adiantum camptorachis là một loài dương xỉ trong họ Pteridaceae. Loài này được Sundue, J. Prado & A.R. Sm. mô tả khoa học đầu tiên năm 2010.